# Arnold Jackson
Arnold Nugent Strode Strode-Jackson CBE, DSO & 3 Barres (Addlestone, Surrey, 5 d'abril de 1891 – Oxford, Oxfordshire, 13 de novembre de 1972) va ser un atleta, barrister i oficial de l'Exèrcit britànic anglès. En el seu palmarès destaca la medalla d'or en la cursa dels 1.500 metres als Jocs Olímpics de 1912. Va ser general de brigada i un dels oficials britànics més condecorats de la Primera Guerra Mundial.

## Primers anys
Va néixer com a Arnold Nugent Strode Jackson a Addlestone, Surrey, canviant el seu cognom per Strode-Jackson el 31 de març de 1919 (tal com indicava The London Gazette de l'1 d'abril de 1919). Era fill de Morton Strode Jackson i Edith Rosine Martin, i net del tinent general George Jackson.
El seu oncle era Clement Jackson, atleta, acadèmic i tresorer del Hertford College de la Universitat d'Oxford, alhora que cofundador de l'Amateur Athletic Association. La seva germana era l'escriptora Myrtle Beatrice Strode Strode-Jackson.
Estudià al Malvern College, on era cap de l'equip d'atletisme, i on va adquirir el sobrenom de "Jackers". El 1910 entrà a estudiar al Brasenose College de la Universitat d'Oxford, on es llicencià en dret.

## Carrera esportiva
Jackson practicà el rem i jugà a futbol i hoquei sobre herba amb el Brasenose College, arribant a ser capità de l'equip d'hoquei. Guanyà la cursa de la milla entre Oxford i Cambridge tres vegades i fou president de l'Oxford University Athletic Club.
El 1912, mentre encara era una estudiant, Jackson va haver de retallar les seves vacances a Noruega per viatjar en tren fins a Estocolm, ciutat on es van disputar els Jocs Olímpics. A Estocolm va prendre part en la cursa dels 1.500 metres del programa d'atletisme.
A Estocolm els estatunidencs eren els favorits per aconseguir la victòria en la cursa dels 1.500 metres, ja que eren els grans dominadors de la distància i fins a set dels 14 participants en la final eren estatunidencs. La cursa va ser molt disputada i per primera vegada s'hagué d'emprar la photo finish per decidir el vencedor final. Jackson es va imposar sobre Abel Kiviat i Norman Taber per tan sols una dècima. El seu temps, 3:56.8 va suposar un rècord olímpic. En aquells moments la cursa va ser qualificada com "la carrera més gran mai disputada". Amb 21 anys, Jackson va ser el medallista d'or olímpic de 1500 metres més jove fins al 2008, quan Asbel Kiprop guanyà l'or amb 19 anys.
Borsa

## Carrera militar
Amb l'esclat de la Primera Guerra Mundial, l'agost de 1914, Jackson fou comissionat al Loyal North Lancashire Regiment i el setembre de 1914 va ser adscrit al 13è Batalló, The Rifle Brigade, com a segon tinent. Marxà a França amb aquest batalló, amb qui lluità fins que fou ascendit a tinent coronel el maig de 1918 i agafà el comandament del 13è Batalló, el King's Royal Rifle Corps.
El desembre de 1914 fou ascendit a tinent. L'1 de juliol de 1916 fou nomenat capità. El 14 de juliol de 1917 fou nomenat major i poc després, l'agost d'aquell mateix any, tinent coronel en exercici. El maig de 1918 fou nomenat tinent coronel de ple i l'octubre de 1918 brigada.
Jackson va serví al King's Royal Rifle Corps, arribant al grau de general de brigada de l'Exèrcit britànic i sent condecorat amb l'Orde del Servei Distingit amb tres Barres. La guerra posà punt final a la seva carrera esportiva, ja que fou ferit en tres ocasions i això l'obligà a retirar-se.
Va ser nomenat major actor en el moment del seu primer DSO el 4 de juny de 1917, i l'agost de 1917, el tinent coronel en exercici. Va ser nomenat tinent coronel al maig de 1918 i brigadier actiu a l'octubre de 1918.

## Darrers anys
Va ser membre de la delegació britànica a la Conferència de Pau de París de 1919 i fou reconegut amb l'Orde de l'Imperi Britànic pels serveis que hi prestà. El 1920 passà a ser membre del British Olympic Council.
El 1921 emigrà als Estats Units, on treballà en la indústria i com a Jutge de pau a Connecticut. Dirigí el primer Kentucky Derby Festival el 1935. Durant la Segona Guerra Mundial fou coronel de l'equip del Governador de Kentucky i administrador de la Junta d'Inspecció del Regne Unit i el Canadà a Nova York i Ottawa, a càrrec d'inspectors i les precaucions antisabotatge.
Va escriure Kentucky Heyday: 1787–1827; the life and times of Kentucky's foremost portrait painter, publicat el 1956, un llibre sobre l'artista Matthew Jouett
El 1945 es nacionalitzà estatunidenc. El 1963, després de la mort de la seva dona Dora, va tornar a Oxford on va viure fins a la seva mort, el 13 de novembre de 1972.

## Vida personal
El 1918 es casà amb Dora Mooney, filla de William Allen Mooney de Silver Hills, New Albany, Indiana.

## Llegat
Una obra sobre la seva vida, "Strode-Jackson", va ser escrita per Mike Hodd i Jack Thorington, i es va estrenar al King's Head Theatre de Londres el 1979.
Una gran pintura a l'oli de Jackson destaca al Vincent's Club d'Oxford, havent estat rescatada i reparada després d'haver passat molts anys en un magatzem del Brasenose College.